# جيمس فريدريك فيرير

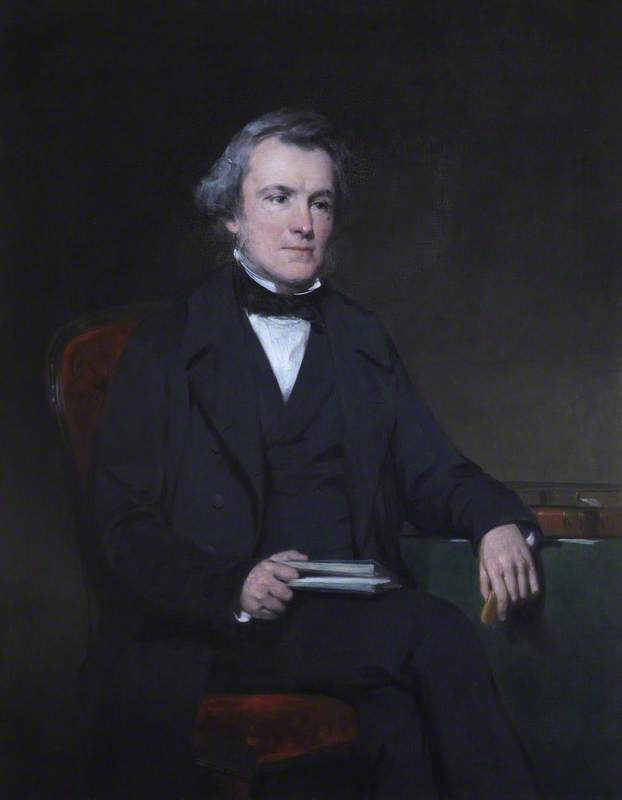
فيرير

جيمس فيدريك فيرير (1808-1864) هو كاتب وجودي وفيلسوف اسكتلندي وهو أول من استخدم كلمة ابستمولوجيا (عِلْمُ المَعْرِفِيَّات) نظرية المعرفة

## حياته ومؤلفاته
ولد فيرير في ادنبره، ابن جون فيرير، وتلقى تعليمه في المدرسة الملكية وجامعة إدنبره وكلية ماجدالين، وأكسفورد، وبعد ذلك، أفضت مذاقاته الميتافيزيقية التي عززها صديقه الحميم، السير ويليام هاميلتون، لقضاء بعض الوقت في هايدلبرغ لدراسة الفلسفة الألمانية.
في عام 1842 تم تعيينه استاذا للتاريخ المدني في جامعة ادنبره، وفي عام 1845 أستاذ الفلسفة الأخلاقية والاقتصاد السياسي في جامعة سانت اندروز. وكان مرشحا غير ناجح لكراسي الاستاذية في ادنبره مرتين، احدها كرسي الفلسفة الأخلاقية اثر استقالة ويلسون في عام 1852، والمنطق والميتافيزيقا في 1856، بعد وفاة هاميلتون. وظل في سانت اندروز حتى وفاته. تزوج ابن عمه، مارغريت آن، ابنة جون ويلسون. كان لديه خمسة أطفال، واحد منهم أصبح زوجة السير الكسندر غرانت.

## الفلسفة
وكانت أول مساهمة قدمها فيرير للميتافيزيقا سلسلة من المقالات في مجلة بلاكوود (1838-1839) بعنوان «مقدمة لفلسفة الوعي». في هذا يدين الفلاسفة السابقين لتجاهلهم في تحقيقاتهم النفسية حقيقة الوعي، وهي السمة المميزة للرجل، وتقصر ملاحظتهم إلى ما يسمى حالات العقل. الوعي يظهر فقط عندما يستخدم الإنسان الكلمة مع معرفة كاملة بما تعنيه. هذا المفهوم يجب أن ينشأ داخل نفسه. الوعي لا يمكن أن يفترق من الحالات التي هي اداته، لأنه مناقض لها. وهو ينشأ في الإرادة، والتي في فعل الوعي يضع «أنا» في مكان أحاسيسنا. الأخلاق والوجدان والمسؤولية هي نتائج ضرورية للوعي.
وقد اتبعت هذه المقالات من قبل العديد من المقالات، ومن أهمها «أزمة التخمينات الحديثة» (1841)، و «بيركلي» و «المثالية» (1842)، ومراجعة هامة لطبعة «هاميلتون» من ريد (1847)، التي تتضمن هجوما قويا على فلسفة الحس السليم. حلل الفيلسوف ريد ليكون تمثليا، على الرغم من أنه أعلن أن يكون بديهيا. ويتم التمييز بين تصور المادة ومفهومنا من تصور المادة. علم النفس يحاول تحليل الاخير. وترينا الميتافيزيقيا هذه الأخيرة وحدها قابلة للقياس، وتهمل العنصر الموضوعي، مخاوفنا، من العنصر الهدفي، تصور المسألة؛ لا يهم هذا، ولكن تصور المادة هو وجود مستقل عن تفكر الأفراد. غير أنه لا يمكن أن يكون مستقلا عن الفكر. يجب أن تنتمي إلى بعض العقل، وبالتالي فهي خاصية للعقل الإلهي. هناك، كما يعتقد، هو أساس غير قابل للتدمير للحجة المسبقة لوجود الله.

## كتاباته المتاخرة
إن نظرية فرير الفلسفية الناضجة تجدها في مبادئ الميتافيزيقا نظرية المعرفة والوجود(1854)
، حيث يدعي أنه قد اتم بالالتزام المزدوج الذي يستند على كل نظام من الفلسفة، وأنه يجب أن يكون منطقيا وصحيحا. أسلوبه هو اسلوب سبينوزا، احتجاج صارم، أو على الأقل محاولة لذلك. يجب أن تقع جميع أخطاء التفكير الطبيعي وعلم النفس تحت واحد أو ثلاثة مواضيع أخرى: معرفة المعلوم، الجهل، والكائن. هذه كلها شاملة، وبالتالي فهي الإدارات التي يتم تقسيم الفلسفة على اساسها، لان هدف الفلسفة الوحيدة هي تصحيح حالات القصور في التفكير العادي.
إن الحقائق البديهية المتعلقة بالمعرفة والمعرفة نوقشت في مبادئ الميتافيزيقا (يعتقد أن فيرير قد صاغ مصطلح المعرفة في هذا العمل، ص 46). أما كتاب نظرية الجهل ففرق فيه بين مفهوم ما يمكن معرفته وما يمكن الجهل به
اما كتاب علم الوجود أو نظرية الوجود فيناقش مصدر المعرفة

## وصلات خارجية
- جيمس فريدريك فيرير على موقع الموسوعة البريطانية (الإنجليزية)

- James Frederick Ferrier, an 1899 book in the Famous Scots Series by Elizabeth Sanderson Haldane.
- Extract from Ferrier's Scottish Philosophy the Old and the New of 1856

ا
.